# The Mousetrap
The Mousetrap (= musefælden) er et engelsk teaterstykke skrevet af Agatha Christie. Det har verdensrekorden som det teaterstykke, som er blevet spillet i den længst sammenhængende tid. Stykket havde premiere på Theatre Royal i Nottingham den 6. oktober 1952, men blev flyttet til New Ambassadors Theatre i London den 25. november samme år, hvor det blev spillet til og med lørdag den 23. marts 1974. Det efterfølgende mandag blev den flyttet til nabo-teatret St Martin's Theatre, hvor det går endnu. The Mousetrap er blevet spillet kontinuerligt siden premieren for 60 år siden, og var i september 2017 oppe på over 27.000 forestillinger. Stykket er et morddrama, kendt for sin overraskende slutning.

## Historie
Da kong George 5.s enke, Mary af Tecks 80-årsdag nærmede sig, blev hun spurgt om, hvordan hun ville synes om at fejre begivenheden. Hun svarede: "Med et skuespil af Agatha Christie." Forfatterinden satte sig ned og skrev et halvtimes hørespil for BBC i 1947 Three Blind Mice (= Tre blinde mus), udgangspunktet for Musefælden, som fik verdenspremiere, ikke i London, men i Theatre Royal i Nottingham 6. oktober 1952. Richard Attenborough havde tegnet sig for rollen i 18 måneder. Det var et stort held for stykket, at det i starten havde ham som trækplaster.
Three Blind Mice blev sendt den 30. maj 1947.  Agatha Christie omarbejdede hørespillet til en novelle af samme navn, men forlangte, at novellen ikke skulle publiceres, så længe teaterstykket blev spillet. Novellen er fortsat ikke publiceret i Storbritannien, men blev udgivet i USA i 1950 og i Sverige i 1965 (Det Bästas Bokval). Stykkets manuskript er dog udgivet i Storbritannien.
Teaterstykket kunne ikke have navnet Three Blind Mice, da der allerede fandtes et stykke med dette navn fra før anden verdenskrig. Forslaget om at omdøbe stykket til The Mousetrap kom fra Agatha Christies svigersøn Anthony Hicks. I Shakespeares stykke Hamlet svarer prins Hamlet "musefællen", når Claudius spørger efter navnet på det stykke, hoffet lige har set.
I spillekontrakten for The Mousetrap står, at stykket ikke må opføres mere end én gang pr år udenfor Londons West End, og at det ikke må filmatiseres før tidligst seks måneder efter, at det er taget af plakaten i West End. Alligevel er det blevet filmatiseret to gange - på russisk og bengali. Samson Samsonovs Myshelovka ("Musefælle") fra 1990 følger Christies manuskript nøje, mens Chupi chupi aashey ("Stille, stille kommer han") fra 1960 er mere løst baseret på Christie.  I 2011 turnerede det i Australien i otte måneder og blev set af 150.000. 
Vindmaskinen og kaminuret er stadig de samme som på premieren. Men det er andre tider; maden på premierefesten blev solgt på rationeringsmærker. Richard Attenborough spillede detektiv Trotter de første år. "Vi syntes ikke, stykket var særlig godt, og spåede det en kort levetid," sagde han. Noget tilløbsstykke var det ikke, og plakater med "sidste forestillinger" sat op. Da strømmede folk pludselig til - "alle" skulle se Musefællen. Da the Mousetrap Foundation samlede nye og gamle skuespillere til 50-årsfest, var der tale om 324 indbudte. Det skete flere gange, at en skuespiller, der var blevet for gammel for sin rolle, blev flyttet til en anden - i det samme stykke. I 1968 blev hele ensemblet for første gang udskiftet. 
Selv anslog Agatha Christie, at stykket nok kom til at gå i et halvt års tid. Senere forærede hun stykkets royalties til sit barnebarn, Mathew Prichard. De var så indbringende, at han gav dem videre til drift af et kunstcenter ved Atlantic College i Wales.  

## Handling
The Mousetrap handler om et ungt par, Mollie og Giles Ralston, som har åbnet et hotel i herregården Monkswell Manor. De er sneet inde sammen med fire gæster og en forbipasserende, som påstår at være kørt fast i sneen. Kriminalassistent Trotter kommer til hotellet for at advare om, at en morder kan være undervejs til hotellet. Da en af gæsterne, fru Boyle, bliver myrdet, indser alle, at morderen allerede er der. Hvem som helst kan være skyldig.
For at bevare overraskelsesmomentet, bedes publikummet efter stykkets slutning ikke at afsløre morderens identitet. Wikipedia er blevet kritiseret for i sit engelsksprogede opslag at afsløre løsningen.